# USB memorija
 memorija je medijum za skladištenje digitalnih podataka, baziran na fleš memoriji NAND tipa, i opremljen USB priključkom kojim može da komunicira sa računarom ili nekim drugim uređajem. Razvijen je 1998. od strane korporacije IBM. Pandan je disketama, CD i DVD diskovima, od kojih je jednostavniji za upotrebu.
 memorije podržavaju razne brzine prenosa podataka, a danas se mogu naći u slobodnoj prodaji u veličinama od 128MB do 1TB. Ranije su postojale i USB memorije kapaciteta 64MB. Kao izvor energije za rad uređaja služi napajanje koje se dobija preko USB konektora.